# Eilert Dahl
Pour les articles homonymes, voir Dahl.
Eilert Dahl est un ancien fondeur norvégien (15 septembre 1919 à Oslo, 3 novembre 2004 à Hønefoss). Dans sa carrière, Eilert Dahl a remporté une fois, en 1948, la Kongepokal.

## Biographie
Dahl qui courait pour Fossekallen IL a terminé second derrière Ottar Gjermundshaug du championnat de Norvège de combiné nordique en 1946. Deux ans plus tard aux Jeux olympiques d'hiver en 1948 à Saint-Moritz, il a couru le combiné nordique et le ski de fond. Dans le 18 km de ski de fond, il a terminé 27e. Il a terminé sixième dans le combiné nordique (10e du fond et 8e du saut).
Aux championnats du monde de ski nordique 1950 à Lake Placid, il termine 8e du combiné et il a remporté la médaille de bronze avec Martin Stokken, Kristian Bjørn et Henry Hermansen dans le relais 4x10 km. Toujours en 1950, il termine une nouvelle second du championnat de Norvège de combiné nordique derrière Ottar Gjermundshaug.

## Résultats

### Jeux olympiques
- Il a terminé 6e du combiné nordique aux Jeux olympiques de 1948.

### Championnats du monde
- Championnats du monde de ski nordique 1950 à Lake Placid 
  -  Médaille de bronze en relais 4 × 10 km.

### Festival de ski d'Holmenkollen
- Il termine 7e du combiné en 1948 et 5e en 1950. En ski de fond, il termine 6e du 18 km en 1952.

### Championnat de Norvège
- Championnat de Norvège de combiné nordique
  - Il a terminé second en 1946 et en 1950 à chaque fois derrière Ottar Gjermundshaug. Il termine 7e en 1952.

- Championnat de Norvège de ski de fond (no)
  - Il a terminé 6e en 1952 du 50 km.